# Parelparkiet
De parelparkiet (Pyrrhura lepida) is een vogel uit de familie Psittacidae (papegaaien van Afrika en de Nieuwe Wereld). De wetenschappelijke naam van de soort werd als  Sittace lepida in 1832 gepubliceerd door Johann Georg Wagler. Het is een door habitatverlies kwetsbaar geworden vogelsoort die alleen voorkomt in Brazilië.

## Kenmerken
De vogel is 24 cm lang. Deze parkiet heeft een donkere kop met onder het oog een blauwgroene vlek. De nek en de borst zijn ook donker met lichte veren die de vogel een "geschubd" uiterlijk geven. De buik en vleugels zijn groen, de handpennen zijn blauw en de staartveren zijn rood.

## Verspreiding en leefgebied
Deze soort is endemisch in noordoostelijk Brazilië ten zuiden van de Amazonerivier en telt drie ondersoorten:
- P. l. lepida: noordoostelijk Pará en noordwestelijk Maranhão) noordoostelijk Brazilië.
- P. l. anerythra: oostelijk Pará (noordoostelijk Brazilië).
- P. l. coerulescens: westelijk en centraal Maranhão (het noordelijke deel van Centraal-Brazilië).

De leefgebieden van deze vogel liggen in natuurlijk bos (regenwoud) en secundair bos.

## Status
De SSSS heeft een beperkt verspreidingsgebied en daardoor is de kans op uitsterven aanwezig. De grootte van de populatie werd in 2016 door BirdLife International geschat op 6700 volwassen individuen. De populatie-aantallen nemen af door habitatverlies. Het leefgebied wordt aangetast door ontbossing, waarbij natuurlijk bos plaats maakt voor intensief agrarisch gebruik zoals de teelt van soja en beweiding met rundvee. Om deze redenen staat deze soort als kwetsbaar op de Rode Lijst van de IUCN.
Er gelden beperkingen voor de handel in deze parkiet, want de soort staat in de Bijlage II van het CITES-verdrag.